# كرايغ هيل
كرايغ هيل (بالإنجليزية: Craig Hill)‏ (1 يوليو 1991 في المملكة المتحدة - ) هو لاعب كرة قدم بريطاني في مركز الدفاع. لعب مع دندي يونايتد وأردريونيانز وBallinamallard United F.C. ‏.

## وصلات خارجية
- كرايغ هيل على موقع قاعدة بيانات كرة القدم.إي يو (الإنجليزية)
- كرايغ هيل على موقع Soccerbase.com (لاعب) (الإنجليزية)